# Pat Sheehan
Patricia Ann Sheehan, también conocida como Patricia Sheehan Crosby (7 de septiembre de 1931-Beverly Hills, 14 de enero de 2006) fue una actriz y modelo estadounidense. Fue Playmate del Mes para la revista Playboy en octubre de 1958.

## Primeros años
El padre de Sheehan, Arthur Edmond Sheehan, fue un ingeniero automovilístico y empresario, y su madre, Gladys Anna Larson, trabajó en un hospital. Sus padres se divorciaron en 1935 justo unos cuantos años después de que ella naciese. En 1942, su hermano, Arthur, un pitcher de la liga triple-A, fue enviado al Ejército de los Estados Unidos. Trabajando como artillero en una fortaleza voladora, fue ascendido a sargento de personal y falleció después de que su avión fuese derribado en Alemania; sólo dos de nueve personas sobrevivieron. Fue más tarde añadido a la Sala de la Fama de San Francisco.

## Carrera temprana
En 1949,  ganó el concurso de belleza Miss Milkmaid, el cual lanzó su carrera. Sheehan tuvo su primera posibilidad en fama cuándo ganó el primer sitio en el concurso de belleza Miss San Francisco de 1950: su premio fue un anillo de diamante Gensler Lee. Tomó los honores por Miss San Francisco y  voló hasta Santa Cruz (California) para estar en el programa de radio de Jim Davis en la KCBS y tomar parte en el concurso Miss California. Poco después de su divorcio, participó en Miss California en 1951. Dos años más tarde, en 1953, su padre falleció de diabetes. Sheehan salió y se casó con George Von Duuglas-Ittu el 9 de enero de 1951 en Carson City, Nevada. Von Duuglas-Ittu era un agente de estudio y director asistente. Se divorciaron el 6 de enero de 1954. Juntos, tuvieron un hijo, Franz Nicholas Gregory Von Duuglas-Ittu.

## Fama
Sheehan consiguió su primera revista, Comedy, en julio de 1953. Más tarde consiguió ser actriz, con su primera película siendo The Adventures of Hajji Baba. Posó para revistas como TV Fan y People Today. En 1955,  finalmente consiguió hablar frente a la cámara en su primer papel con diálogo en Son of Sinbad. Sheehan fue Playmate del Mes para la revista Playboy en octubre de 1958, junto con Mara Corday. Fue fotografiada por Sam Wu.
Apareció en las películas Kismet, The French Line, Daddy Long Legs, Blondie, así como en The NBC Comedy Hour. Agnes Moorehead era su entrenadora de interpretación durante este periodo.
Sheehan también se convirtió en una de las seis Goldwyn Girls en 1955. Gigi fue su última película, en 1958. 
Poco después de que la primera esposa de Bing Crosby, Dixie Lee, falleciese de cáncer ovárico, este comenzó a salir con Sheehan. Su relación llegó a ser muy seria. Él volaba a San Francisco para hacer su espectáculo radiofónico, entonces pararía por la casa de Sheehan para recogerla para su cita. Finalmente, Crosby le propuso matrimonio a Sheehan. El 4 de mayo de 1958, se casó con el hijo de Crosby, Dennis Crosby en Las Vegas, Nevada. Tuvieron tres hijos: Gregory; Dennis Jr.; y Patrick Anthony. Se divorciaron en 1964 y Sheehan nunca se volvió a casar.

## Últimos años
En sus últimos años, Sheehan vivió en Van Nuys, California, con su hijo Gregory, productor de Hollywood y guionista, y su mujer Spice Williams, actriz y especialista de cine. Falleció de un ataque de corazón el 14 de enero de 2006 en Beverly Hills, a los 74 años de edad.

## Revistas
- TV Guide- julio de 1956; On the Dotted Line
- TV Fan- octubre de 1956; Most Gorgeous Gal on TV; Portada
- People Today- diciembre de 1956; Walk Down the Stage Slowly; Portada
- Escapade- enero de 1957; Portada
- Tempo- 30 de abril de 1957; Portada
- Modern Man Quarterly- 1957; Portada
- Peep Show- febrero de 1958
- Gala- marzo de 1958
- Tiempo- 19 de mayo de 1958
- People Today- junio de 1958; Mejor Chica de Dennis Crosby; Portada
- Tempo- julio de 1958; Centrales
- Life- octubre de 1958
- Modern Man- octubre de 1958
- Playboy- octubre de 1958; Portada y central
- Playboy (Reino Unido)- octubre de 1958; Central
- Times- 29 de diciembre de 1958
- Eye- agosto de 1960; Views and Wiews: Pat Sheehan
- Scene- diciembre de 1960; Dennis Crosby Blonde Bombshell; Portada
- Chicks and Chuckles - febrero de 1961
- Parade (Reino Unido)- septiembre de 1965; Portada

## Filmografía
- The French Line (1954) (no acreditada) .... Modelo
- The Adventures of Hajji Baba (1954) (no acreditada) .... Sirvienta
- Kismet (1955) (no acreditada) .... Cabaretera del harén
- Daddy Long Legs (1955) (no acreditada) .... Rubia
- Son of Sinbad (1955) (no acreditada) .... Chica del harén
- Guys and Dollsi (1955), Chica Goldwyn, como una de las Hot Box Girls (no acreditada)[1]
- Man with the Gun (1955) (no acreditada) .... Rubia
- Gigi (1958) (no acreditada) .... Rubia
- Space Cowboys (2000)

## Televisión
- Blondie (1 episodio, 1957) The Other Woman (1957) episodio de televisión
- The NBC Comedy Hour 1.5, 1.6, 1.7, 1.10, y 1.17 (5 episodios, 1956) episodio de televisión, ella misma, actriz rubia
- Texaco Star Theater (episodios recurrentes) Bailarina
- The Bob Hope Show (episodios recurrentes) Rubia
- Place the Face (1955) episodio de televisión
- The Milton Berle Show (episodios recurrentes, 1956)
- Queen For a Day (1956) episodio de televisión, Modelo
- Inside Beverly Hills (1956) episodio de televisión
- The Chevvy Show (1956) episodio de televisión, ella misma
- The Colgate Comedy Hour, episodios #5.19 y 6.7 (1955) episodios de televisión (no acreditada) Bastante Blonde
- Matinee Theater (1956) episodio de televisión, (no acreditada) Papel un poco dramático
- People are Funny (1957) episodio de televisión, Miss Univac

## Títulos
- Ganadora de Miss Milkmaid 1949
- Ganadora de Miss San Francisco 1950
- Miss Golden Gate 1950
- Miss World Trade 1950
- Miss Pan American Airways 1950
- Concursante de Miss California 1951
- Playboy Miss Octubre 1958